# Adranon
Adranon (auch Hadranum, heute Adrano) war eine antike Stadt auf Sizilien.
Adranon wurde um 400 v. Chr. von Dionysios I. von Syrakus in der Nähe des sikulischen Heiligtums für den Gott Adranos, der auch der Stadtgott werden sollte, am Fluss Adranos, einem Nebenfluss des Symaithos, am Westhang des Ätna gegründet.
In der Nähe Adranons schlug Timoleon im Bund mit den Adranonianern Hiketas von Syrakus. 263 v. Chr. wurde die Stadt von den Römern erobert und erhielt das ius Latii. Noch heute gibt es bedeutende Überreste der antiken Siedlung.
In der Nähe der Stadt befand sich das sikulische Zentrum Mendolito. Hier fand man Inschriften, Münzen und prähistorische Töpferware. Die Funde befinden sich heute in der Sikulischen Sammlung im Museum auf der Normannenburg in Adrano.